# Pommersch-Brandenburgischer Krieg
Der Pommersch-Brandenburgische Krieg war ein zwischen 1329 und 1333 ausgetragener Konflikt zwischen den Herzogtümern Pommern und der Mark Brandenburg.

## Ausgangslage
Anfang des 14. Jahrhunderts herrschten in Pommern die Herzöge Otto I. und Barnim III. in der Teilherrschaft Stettin sowie Wartislaw IV. in der Teilherrschaft Wolgast. Seit dem Ende der dänischen Oberhoheit über Pommern zu Beginn des 13. Jahrhunderts erhoben die askanischen Markgrafen von Brandenburg Ansprüche auf die Lehnshoheit über Pommern. Sie wurden zunächst in den Verträgen von Kremmen 1236 und Landin 1250 geregelt. Unter der neuen Dynastie der Wittelsbacher lebten die brandenburgischen Forderungen wieder auf. Pommern lehnte sie jedoch ab.
In der Mark Brandenburg wurde Ludwig V. 1323 Markgraf von Brandenburg. Die neue wittelsbachische Herrschaft über Brandenburg war von Anfang an von schweren inneren Spannungen geprägt. So erschlugen die Berliner und Cöllner Bürger 1325 den Propst Nikolaus von Bernau, der als Parteigänger des Papstes gegen den Kaiser auftrat. Daraufhin verhängte Papst Johannes XXII. über Berlin das Interdikt und konnte die Stettiner Herzöge zu einem Krieg gegen Brandenburg bewegen.
Mecklenburg hatte im Krieg gegen die Mark Brandenburg im Jahr 1323 seine Eroberungen in der Uckermark und in der Prignitz abgeben müssen und war so auf Ausgleich bedacht.
Für Pommern und Mecklenburg ergab sich durch die Unruhen in der Mark Brandenburg eine günstige Gelegenheit, gegen diese vorzugehen.
Nachdem sich Pommern und Mecklenburg im Rügischen Erbfolgekrieg noch feindlich gegenübergestanden hatten, verbündeten sie sich 1331 im Krieg gegen Markgraf Ludwig von Brandenburg.

## Verlauf
Der Krieg dauerte von 1329 bis 1333. Pommern kämpfte erst allein gegen die Mark Brandenburg. Nach einigen Gefechten 1329 kam es am 29. Januar 1330 zum Waffenstillstand auf der Heide vor Twenraden, der bis Mitte 1332 hielt. Dieser Waffenstillstand war zwischen Ludwig von Brandenburg einerseits und den Herzögen Otto I. und Barnim III. sowie dem Stift zu Cammin und deren Verbündeten andererseits vereinbart worden. Beide Seiten suchten neue Verbündete. Die pommerschen Herzöge gaben dafür dem Papst ihr Land als Lehen ab und wurden von diesem am 13. März 1331 in Vasallenpflicht genommen. Da aber von dieser Seite wenig reelle Hilfe zu erwarten war, schlossen sie bald darauf Bündnisse mit dem Herrn von Werle, den beiden Herzögen von Mecklenburg und dem Grafen von Schwerin. Der Ausbruch des Krieges zog sich indessen noch bis in den Sommer des nächsten Jahres 1332 hin. Noch im Februar muss Frieden gewesen sein, da der Markgraf zu dieser Zeit eine Forderung der Herzöge von 6.000 Mark durch Anweisung auf die Neu- und Uckermark befriedigte. Dann marschierte Barnim III. mit einem Heer in die Mark ein. Ohne sich zunächst auf einen ernsten Kampf einzulassen, wich er den Angriffen des Markgrafen geschickt aus und verwüstete in schnellen Streifzügen das Land. Am 1. August 1332 stellte er sich den Brandenburger Truppen und schlug diese am Kremmer Damm. Die geschlagenen Brandenburger verfolgte er bis Berlin. Schließlich wurde am 28. Juni 1333 der Landfrieden von Lippehne geschlossen. Durch das Dazwischentreten seiner Bündnispartner wurde Barnim III. dazu gedrängt, die Feindseligkeiten einzustellen und den durch den Kaiser Ludwig IV. vermittelten Frieden anzunehmen. Ludwig IV. bewegte seinen Sohn dazu, die Ansprüche auf Pommern fallen zu lassen.

## Ergebnisse
Als Folge gelang es dem pommerschen Herzog Barnim III. im Jahr 1338, die Anerkennung der Reichsunmittelbarkeit Pommern-Stettins durch Kaiser Ludwig IV. zu erreichen. Dafür gewährte er dem brandenburgischen Markgrafen das Heimfallsrecht, nach dem beim Aussterben der Stettiner Linie des Greifengeschlechts Pommern-Stettin an Brandenburg gefallen wäre. Zehn Jahre später gelang es demselben Herzog, vom neuen Kaiser Karl IV. die Belehnung aller pommerschen Teilherrschaften zur gesamten Hand zu erwirken.
Auch Mecklenburg wurde ebenfalls 1348 von Karl IV. in den Reichsfürstenstand erhoben und konnte seinen Besitz der Herrschaft Stargard festigen.
Die Streitigkeiten und Kämpfe zwischen Pommern und Brandenburg lebten erst wieder nach dem Übergang der Herrschaft über die Markgrafschaft an die Dynastie der Hohenzollern im 2. Jahrzehnt des 15. Jahrhunderts auf und kulminierten nach dem Tod des letzten Herzogs der Stettiner Linie, Ottos III., im Stettiner Erbfolgekrieg (1464–1479), der für Pommern ziemlich ungünstig ausging, weil er die Lehnshoheit Brandenburgs über alle pommerschen Teilherrschaften, nicht nur Pommern-Stettin, festschrieb. Im Vertrag von Pyritz (1493) konnte Pommerns Herzog Bogislaw X. eine für ihn günstigere Regelung aushandeln. Der endgültige Verzicht Brandenburgs auf die Lehnshoheit erfolgte jedoch erst mit dem Vertrag von Grimnitz 1529, der 1530 auf dem Reichstag zu Augsburg von Kaiser Karl V. bestätigt wurde.